# Keisarryggen
Der Keisarryggen (norwegisch für Kaisergrat, vormals Wilhelmryggen) ist ein 2 km langer Gebirgskamm im Westteil der subantarktischen Bouvetinsel im Südatlantik. Er erstreckt sich in nord-südlicher Ausrichtung zwischen der Geröllebene Nyrøysa im Westen und dem Wilhelm-II.-Plateau im Osten.
Wissenschaftler des Norwegischen Polarinstituts benannten ihn 1985. Namensgeber ist offenkundig der deutsche Kaiser Wilhelm II. (1859–1941).